# Juan D'Opazo
Juan D'Opazo Carrillo de Cisneros (Daimiel, 3 de junio de 1910 - Daimiel, 6 de noviembre de 1998) fue un escultor y pintor español.

## Biografía
Nació el 3 de junio de 1910. Hacia los ocho años de edad empezó a mostrar su inclinación por el arte. Al cumplir los doce, su padre decidió enviarle a Ciudad Real para que acudiese a la Escuela de Artes y Oficios, donde se matriculó en vaciado y modelado. Al trasladarse a Córdoba para realizar el servicio militar se inscribió en la Escuela de Artes y Oficios de aquella ciudad, correspondiendo a ese periodo las esculturas El remordimiento, Maternidad y Del pueblo. Pasó el periodo de la guerra civil en Madrid, sirviendo en el cuerpo de Artillería, lo que le dará pie para realizar una colección de dibujos sobre la contienda, que es lo mejor de su larga producción. Terminada la guerra, y a causa de una enfermedad, se vio obligado a abandonar la escultura. Regresó a Daimiel, dedicándose en adelante a la pintura y a la enseñanza. En 1940 realizó una imagen de La Dolorosa para la cofradía de la Soledad, y en 1943 cuatro cuadros para el ábside de la iglesia de San Pedro Apóstol. A partir de esa época, comenzó a recibir encargos sobre todo religiosos. Toda su obra se mantiene dentro de una tendencia expresionista, con influencias de Goya y Gutiérrez Solana. Sus temas se ajustarán al costumbrismo de la época, pero siempre dentro de su particular percepción, que le hacía plasmar con un sutil sinsabor las situaciones más críticas y rudas del pueblo.
En 1983 hizo una primera donación de algunas obras al pueblo de Daimiel, completando esa donación al año siguiente con la totalidad de su obra, en la que figura la serie de los setenta y tres dibujos realizados durante la guerra. Falleció el 6 de noviembre de 1998.